# Europe (vela)
El Europe (nombre internacional) o Europa (denominación en español) es una clase internacional de embarcación a vela diseñada en Bélgica por Alois Roland, en 1960 y regida por la International Europe Class Union (IECU).

## Historia
El Europe nació como una versión nueva de la clase Moth, pero evolucionó para convertirse en una clase independiente. En 1963 se creó la International Europe Class Union (IECU), y en 1976 la IYRU (actual ISAF) reconoció al Europa como clase internacional. El 11 de noviembre de 1988 se concedió al Europa (como se suele denominar en español) la nominación de embarcación olímpica femenina para Barcelona 1992. Se mantuvo como embarcación olímpica individual para mujeres hasta Atenas 2004, siendo sustituida por la clase Laser Radial en Pekín 2008. En la actualidad intenta ser la alternativa europea a la potente clase Laser americana.

## Palmarés olímpico de la clase
| Edición        | Oro                             | Plata                              | Bronce                                |
| -------------- | ------------------------------- | ---------------------------------- | ------------------------------------- |
| Barcelona 1992 | Noruega · Linda Andersen        | España · Natalia Vía Dufresne      | Estados Unidos · Julia Trotman        |
| Atlanta 1996   | Dinamarca · Kristine Roug       | Países Bajos · Margriet Matthijsse | Estados Unidos · Courtenay Becker-Dey |
| Sídney 2000    | Reino Unido · Shirley Robertson | Países Bajos · Margriet Matthijsse | Argentina · Serena Amato              |
| Atenas 2004    | Noruega · Siren Sundby          | República Checa · Lenka Šmídová    | Dinamarca · Signe Livbjerg            |